# サカゲツボカビ綱
サカゲツボカビ綱（サカゲツボカビこう; 学名: Hyphochytriomycetes）とは、ストラメノパイルに属する原生生物の一群であり、菌類に似た生活様式をもつ。吸収栄養を行う単純な菌体をもち、遊走子（鞭毛をもつ胞子）によって無性生殖を行う。ツボカビ類などに似ているが、遊走子が細胞頂端から前方へ伸びる1本の鞭毛をもつ点で異なる。卵菌に近縁であり、その姉妹群であると考えられている。独立の門（サカゲツボカビ門）とされることもあるが、卵菌とともに卵菌門または偽菌門に分類されることもある。海水、淡水、土壌に生育する腐生菌または寄生菌であり、6属20種程度が知られる小さなグループである。

## 特徴
菌体は単純であり、1個の遊走子嚢と仮根からなる分実単心性または複数の遊走子嚢が仮根状菌糸で連なった分実多心性の菌体を形成する。菌体は基質に内生または外生する。発達した菌糸を形成する種は知られていない。
細胞壁は、セルロースとキチンを含む。ミトコンドリアは管状クリステをもつ。リジン合成は、ジアミノピメリン酸経路（DAP経路）を用いる。ステロール合成能をもつ。
サカゲツボカビ類は、遊走子によって無性生殖を行う。遊走子は細胞頂端から前方へ伸びる1本の鞭毛をもち、鞭毛には、管状小毛が付随している（羽型鞭毛）（下図1d）。遊走子形成は、原形質が遊走子嚢から出てから起こるものと、遊走子嚢内で起こるものがある。遊走子の鞭毛基部に、鞭毛をもたない中心小体が付随している。鞭毛基部の移行部には、らせん構造が存在する。遊走子において、核の後方にリボソームが密集し、ミトコンドリアに囲まれている。

1. さまざまな鞭毛菌の遊走子 (赤矢印は進行方向): (a) ツボカビ類、(b) ツボカビ類（ネオカリマスチクス類の一部）、(c) ネコブカビ類、(d) サカゲツボカビ類、(e) 卵菌類の一次遊走子、(f) 卵菌類の二次遊走子

遊走子は適当な基質上に着生、細胞壁を形成してシスト化し、発芽して仮根などを伸ばす。
有性生殖の確実な報告はない。ただし、いくつかの種で耐久胞子嚢が報告されており、この構造が有性生殖と関わっている可能性もある。

## 生態
海水や淡水、土壌に生育している。
菌類と同じく吸収栄養性であり、多くは動植物の遺骸上で腐生的に生活するが、他生物に寄生するものも知られている。寄生性のものは、藻類、卵菌の生卵器、グロムス類の胞子、子嚢菌、甲殻類などから報告されている。環境DNAの研究からは、海や淡水には未知のサカゲツボカビ類が多いことが示唆されている。

## 系統と分類
20世紀後半には、サカゲツボカビ類は、ツボカビ類や卵菌類とともに菌界の鞭毛菌類（門または亜門）に分類されていた。しかし鞭毛細胞の形態や細胞壁の組成、リジン合成経路の違いから、ツボカビ類との異質性は広く認められていた。一方で、管状小毛が付随した前鞭毛（羽型鞭毛）をもつなど卵菌類とは共通点が多く、両者をまとめて二毛菌（dicontomycetes）とすることもあった。サカゲツボカビ類や卵菌類は不等毛藻（褐藻や珪藻）との共通点が多く、これらをまとめものとして、ストラメノパイルとよばれる生物群が提唱された。やがて20世紀末以降の分子系統学的研究により、サカゲツボカビ類と卵菌類が、ツボカビ類を含む狭義の菌類（真菌類）とは遠縁であり、ストラメノパイルに属することが確かめられた。
分子系統学的研究から、ストラメノパイルの中で、サカゲツボカビ類は卵菌類の姉妹群であることが示されている。独立のサカゲツボカビ門に分類することもあるが、卵菌綱とともに卵菌門または偽菌門に分類されることもある。
珪藻細胞内に侵入する捕食者であるピルソニア類や、自由生活性鞭毛虫であるデヴェロパイエラ類は、サカゲツボカビ類（および卵菌類）に近縁であり、ピルソニア類をサカゲツボカビ綱に分類した例もある。しかし多量の分子データに基づく分子系統解析からは、ピルソニア類 + デヴェロパイエラ類がサカゲツボカビ類 + 卵菌の姉妹群であることが示唆されている。
わずか6属20種ほどが知られる小さなグループである。ただし環境DNAの研究からは、いまだ未知のサカゲツボカビ類が多く存在することが示唆されている。
ふつうサカゲツボカビ目 (Hyphochytriales) にまとめられ、分実単心性のサカゲカビ科 (Rhizidiomycetaceae) と分実多心性のサカゲツボカビ科 (Hyphochytriaceae) に分けられている（下表1）。全実性のサカゲフクロカビ属（Anisolpidium）もサカゲフクロカビ科としてサカゲツボカビ綱サカゲツボカビ目またはサカゲフクロカビ目に分類されていたが、分子系統学的研究からサカゲフクロカビ属は卵菌綱に属することが示され、サカゲツボカビ綱からは除かれている。このことは、単鞭毛化が複数の系統で独立に起こったことを示している。
| 表1. サカゲツボカビ類の属までの分類体系の一例 - 偽菌門 Pseudofungi Caval.-Sm. (1989) または卵菌門 Oomycota Arx (1967) またはサカゲツボカビ門 Hyphochytriomycota Whittaker (1969) - サカゲツボカビ綱（サカゲカビ綱） Hyphochytriomycetes Sparrow ex M.W. Dick (1983) (= Hyphochytrea Cavalier-Smith, 1986) - サカゲツボカビ目（サカゲカビ目） Hyphochytriales E.A. Bessey ex P.M. Kirk, P.F. Cannon & J.C. David (2001) - サカゲカビ科 Rhizidiomycetaceae Karling ex P.M. Kirk, P.F. Cannon & J.C. David (2001) 分実単心性であり、1個の遊走子嚢と仮根からなる。 - Latrostium Zopf (1894) - Reessia C. Fisch (1883) - サカゲカビ属 Rhizidiomyces Zopf (1884) (= Rhizidiomycopsis Sparrow (1960) - サカゲツボカビ科 Hyphochytriaceae Fischer (1892) 分実多心性であり、複数の遊走子嚢が仮根状菌糸で連なっている。 - Canteriomyces Sparrow (1960) - Cystochytrium Ivimey Cook (1932) - サカゲツボカビ属 Hyphochytrium Zopf (1884) (= Hyphophagus Minden (1911) |